# Zatōichi
Zatōichi (座頭市, Zatōichi) és una pel·lícula japonesa d'arts marcials amb elements de drama i comèdia. Va ser escrita, dirigida, muntada i protagonitzada per Takeshi Kitano. La pel·lícula és una nova adaptació de les aventures de Zatoichi, un personatge de diverses pel·lícules de samurais i sèries de televisió. El guió es basa en una novel·la de Kan Shimozawa, qui també va ajudar a escriure'l.

## Argument
El film se situa al Japó rural del segle xix. Zatoichi és un pobre cec que viu del que guanya fent massatges i jugant als daus.
Però sota la seva aparença s'amaga un gran secret, és un gran mestre de l'espasa. El destí el porta a una petita població prop de les muntanyes i del mar, la qual pateix sota la pressió de la família de Ginzo i el seu clan, i que contractarà a un gran mestre de l'espasa anomenat Hattori. Zatoichi coneixerà allà a una pobre dona, al seu nebot Shinkichi i a dos geishes, Okinu i Osei, que han arribat a la ciutat per venjar l'assassinat dels seus pares i que amaguen un gran secret.

## Càsting
- Beat Takeshi com a Zatoichi
- Tadanobu Asano com a ronin Hattori Gennosuke
- Michiyo Okusu com a grangera O-ume
- Yui Natsukawa com a O-shino, dona d'Hattori
- Daigoro Tachibana com a O-sei
- Taichi Saotome com a O-sei jove
- Yuuko Daike com a O-kinu
- Guadalcanal Taka com a Shinkichi
- Ittoku Kishibe com a Ginzo
- Saburo Ishikura com a Ogiya
- Akira Emoto com a propietari

## Comentaris
Takeshi Kitano, l'home polifacètic (director, actor, presentador, cantant...) va sorprendre revisant un personatge com Zatoichi, un dels herois més populars del drama d'època japonès sobre el que ja s'havien realitzat diverses pel·lícules.
Kitano realitza en aquest film una fusió de gèneres perquè, tot i que en un principi estem davant d'un film de samurais, al pas que la història es desenvolupa, el director s'endinsa dins de gèneres com la comèdia, actuacions musicals, escenes d'acció o drama. El que podria semblar quelcom surrealista i sense sentit, Kitano ho fa encaixar de manera notable.
L'artista es va basar en la novel·la original de Kan Shimozawa, el qual també va participar en la realització del guió.

## Recepció i crítica
El film és el major èxit comercial de la carrera de Takeshi Kitano, va obtenir uns ingressos a taquilla un total de 23,8 milions de dòlars al Japó i 31,38 milions a tot el món. Peter Bradshaw de The Guardian li va donar a Zatoichi 4 de 5 estrelles. Jasper Sharp of Midnight Eye praised the films as "pure cinematic magic". Allan Tong de Exclaim! va escriure, "Quan Zatoichi està a la pantalla, el film entra en erupció brillant de furia i inoblidables seqüències d'acció.".

## Premis
La pel·lícula ha obtingut 20 premis en diverses categories i festivals internacionals on destaquen:
- Millor pel·lícula i premi del públic al Festival de Cinema de Sitges 2003.[7]
- Lleó de plata a la millor direcció i premi del públic al Festival Internacional de Cinema de Venècia 2003.[8][8][9]
- Premi del públic al Festival Internacional de Cinema de Toronto 2003.[8][9]
- Premis a la millor fotografia, millor muntatge, millor actor i millor musica als Premis de l'acadèmia del Japó 2004.
- Nominada a la millor pel·lícula al Festival internacional de cinema de Bangkok 2004.
- Millor actriu secundària per Michiyo Ookusu, als Blue Ribbon Awards 2004.
- Premis a la millor pel·lícula i a la millor actriu secundària per Michiyo Oojusu, als Kinema Junpo Awards 2004.
- Premis al millor actor secundari masculí per Akira Emoto i millor actriu secundària femenina per Michiyo Ookusu, als Premis de cinema de Mainichi.